# NGC 288
NGC 288 è un ammasso globulare visibile nella costellazione dello Scultore. Il suo aspetto visuale è stato descritto da John Dreyer nel 1888.
La sua magnitudine di circa 9,4 la rende osservabile con un piccolo strumento, come un binocolo o un piccolo telescopio. È visibile a circa 1,8° a sud est della galassia NGC 253, 37′ a NNE del polo sud galattico, 15′ a SSE di una stella di nona magnitudine, circondata da una catena semicircolare di stelle che appare aperta nel suo lato sudoccidentale. L'ammasso non si presenta molto concentrato e presenta un nucleo denso ben risolvibile, di 3′ di diametro, circondato da un anello più diffuso ed irregolare di 9′. I membri più esterni dell'ammasso si estendono verso sud e sudovest per diversi minuti.